# Sociedad Italiana de Economía Demografía y Estadística

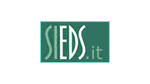
Logotipo de la Sociedad Italiana de Economía Demografía y Estadística

La Sociedad Italiana de Economía Demografía y Estadística (SIEDS) es una institución cultural, científica y apolítica que tiene por misión contribuir al desarrollo de los estudios económicos, demográficos y estadísticos, estableciendo vínculos de colaboración entre expertos en estas disciplinas e interesados en las ciencias sociales y del comportamiento humano.